# Дженерали Застраховане
Дженерали Застраховане АД е застрахователна компания със седалище в София.
Дженерали Застраховане АД е част от Generali Group, независима италианска група от 1831 г. и един от най-големите световни доставчици на застрахователни услуги, с общ премиен приход, надхвърлящ € 74 милиарда за 2015 г. С над 74 000 служители по целия свят и представителства в над 60 държави, Групата заема лидерска позиция на западноевропейските пазари и все по-важно място на пазарите в Централна и Източна Европа и Азия. В ЦИЕ Групата оперира чрез своята холдингова компания Generali CEE Holding в 10 държави, като е един от водещите застрахователи в региона.

## Assicurazioni Generali в България
Дженерали Застраховане АД предлага услуги в застрахователния сектор.
Дженерали Застраховане АД оперира на българския пазар от 2006 г. и е една от най-големите застрахователни компании, с пазарен дял – приблизително 9 %.
През 2015 г. приключва процесът по вливане на ЗАД Виктория в Дженерали Застраховане АД, като създава шестата по големина застрахователна компания на българския пазар. Общият брутен премиен приход на Дружеството за 2016 г. е над 139 млн. лева.
Компанията притежава собствен медицински център.

### Клонова мрежа
Дженерали Застраховане АД развива дейността си чрез повече от 180 офиса в цялата страна. Дружеството разполага с 15 ликвидационни центъра, локализирани в големи областни градове на територията на цялата страна. Продуктите на застрахователната компания се предлагат от над 1200 застрахователни агенти и над 300 застрахователни брокери.

## Акционерна структура
В края на 2016 г. са осъществени промени в акционерната структура на компанията. Собствеността се концентрира в Generali CEE Holding B.V. след придобиване на акциите на Дженерали България Холдинг ЕАД и Assicurazionni Generali S.P.A.
- 99,78% Generali CEE Holding B.V.
- 0,22% Други

## Продукти
- Автомобилно застраховане
- Имущество застраховане
- Техническо застраховане
- Застраховки злополуки

## Спонсорство
Дженерали Застраховане АД подкрепя ски спорта и развитието на зимния туризъм в България, като спонсор на Световната Сноуборд Купа в Банско.
Дружеството е основен спонсор на Българска федерация по спортна гимнастика. Всяка година Дженерали Застраховане АД организира отборни турнири по спортна гимнастика Йордан Йовчев за купата на Generali.
Дженерали Застраховане АД участва в проект Сигурен дом за нашите деца, чрез който компанията дарява средства, с цел повече изоставени деца да живеят в семейство. Всички средства се даряват на фондация „За Нашите Деца“ в подкрепа на Семейна къща – уютен дом, в който истинско семейство и екип от отдадени специалисти, се грижат временно за бебета, докато за тях се намери постоянен дом.